# Coelorinchus brevirostris
Coelorinchus brevirostris är en fiskart som beskrevs av Okamura, 1984. Coelorinchus brevirostris ingår i släktet Coelorinchus och familjen skolästfiskar. Inga underarter finns listade i Catalogue of Life.